# Garaeus violacearia
Garaeus violacearia är en fjärilsart som beskrevs av John Henry Leech 1897. Garaeus violacearia ingår i släktet Garaeus och familjen mätare. Inga underarter finns listade i Catalogue of Life.